# اتیل دی آزواستات
اتیل دی آزواستات (به انگلیسی: Ethyl diazoacetate) با فرمول شیمیایی C4H6N2O2 یک ترکیب شیمیایی است. که جرم مولی آن 114.10 g/mol می‌باشد. شکل ظاهری این ترکیب، روغن زرد است.